# Elena Arnedo
Elena Arnedo Soriano (Madrid, 25 novembre 1941 – Madrid, 7 settembre 2015) è stata un medico, scrittrice e politica spagnola, attivista per i diritti delle donne, pioniera nella difesa dei diritti sessuali e riproduttivi e promotrice dei primi centri di pianificazione familiare nati in Spagna all'inizio degli anni '70. Dal 2003 al 2004 è stata consigliera del Comune di Madrid per il Partito Socialista Operaio Spagnolo (PSOE)..

## Biografia
Nacque all'inizio del dopoguerra spagnolo nel quartiere madrileno di Chamberí, figlia della scrittrice Elena Soriano e di Juan José Arnedo Sánchez, umanista e mecenate di progetti sociali. Si specializzò in Ginecologia e successivamente in Patologia del seno presso l'Università di Strasburgo, poiché in Spagna non esisteva come specialità.
Fece parte del movimento femminista spagnolo fin dagli esordi. Definì il femminismo come "l'unica rivoluzione incruenta e silenziosa". Era membro del Fronte di Liberazione della Donna, creato a Madrid nel 1976, al quale partecipavano anche altre femministe socialiste come Carlota Bustelo, prima direttrice dell'Istituto della Donna.
È considerata una delle pioniere dell'educazione sessuale ed emotiva delle donne in quanto fondatrice e promotrice, negli anni '70, dei primi centri di pianificazione familiare che sorsero in Spagna.  Fu anche la prima presidente dell'Associazione spagnola di pianificazione familiare e responsabile dello sviluppo in Spagna della prevenzione del cancro al seno attraverso la diagnosi precoce. Fu membro fondatore della Società Spagnola di Senologia e Patologia del Seno.
Fece parte del gruppo Donne e Socialismo del PSOE che ottenne, con i governi di Felipe González, il lancio dell'Istituto della Donna e l'attuazione delle politiche di uguaglianza in Spagna.
Fu direttrice dell'edizione spagnola de "El gran libro de la mujer" (1997) e collaboratrice abituale della sezione medicina della rivista "Marie Claire 16". Nel 2003 pubblicò il libro La Picadura del Tábano: la donna di fronte ai cambiamenti dell'età (Editorial Aguilar) sulla menopausa e contro i tabù, analizzando i pro e i contro dei trattamenti ormonali. Nello stesso anno, 2003, venne eletta consigliere del Comune di Madrid. Nelle elezioni municipali occupò il terzo posto nelle liste del PSOE guidate da Trinidad Jiménez, assumendo l'incarico di Uguaglianza e Affari Sociali dell'opposizione oltre ad essere viceportavoce del gruppo municipale socialista. Terminò l'incarico di consigliere nel maggio 2004, passandolo a Pedro Sánchez Pérez-Castejón.

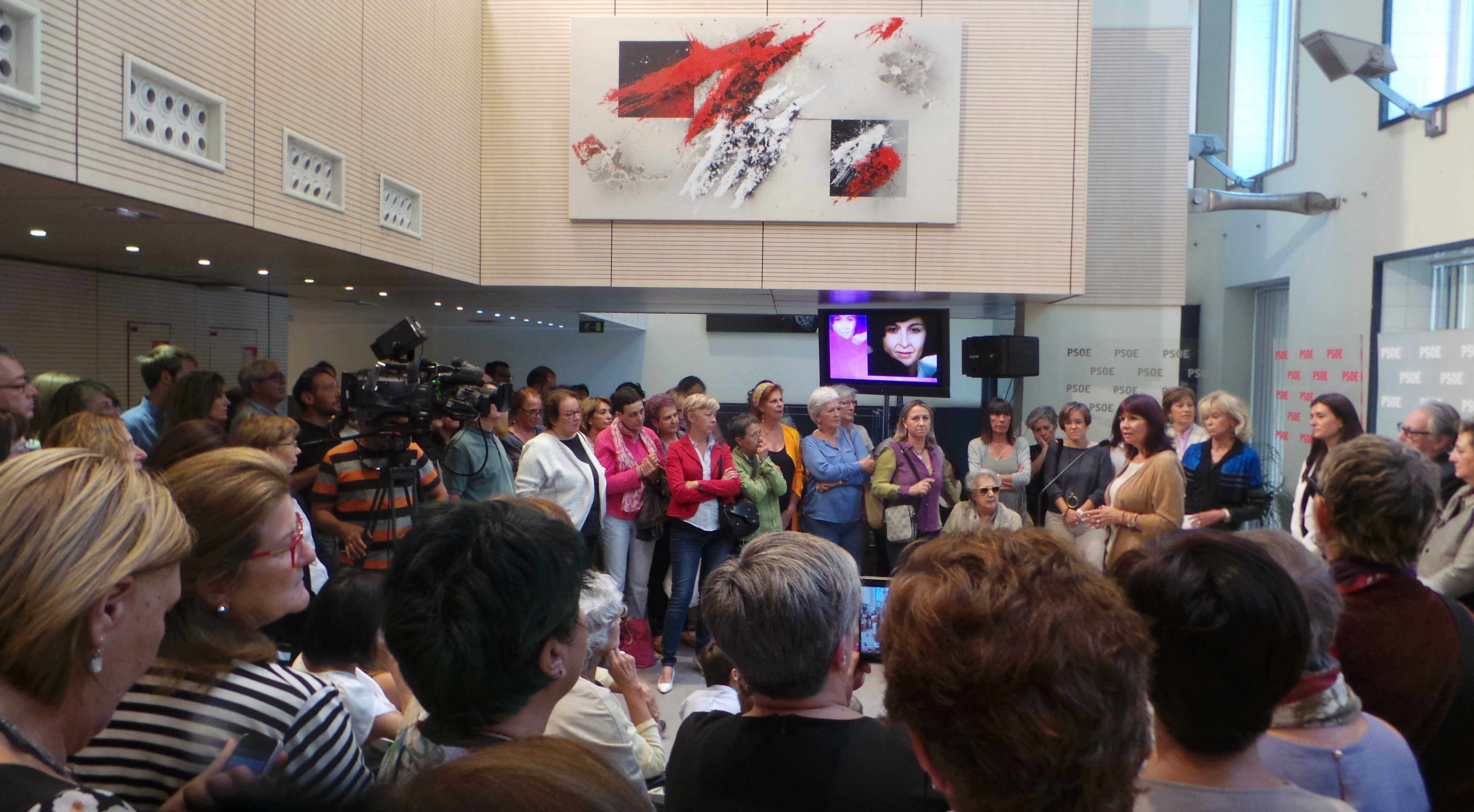
Omaggio a Elena Arnedo nella sede del PSOE a Ferraz (Madrid) il 26 settembre 2015

Nel 2008 fece parte del Comitato di esperti che collaborò con il Ministero delle Pari opportunità nella preparazione e stesura della Legge organica sulla salute sessuale e riproduttiva e sull'interruzione volontaria di gravidanza approvata nel 2009.
Nel 2009 scrisse il capitolo Donne e socialismo nel libro Il movimento femminista in Spagna negli anni '70 coordinato da Pilar González Ruiz, Carmen Martínez Ten e Purificación Gutiérrez López.
Nel 2012, nel forum collettivo Women's Institute: In memoriam? difese il ruolo dell'Istituto delle Donne nell'avanzamento delle politiche di uguaglianza di fronte ai tentativi del Partito Popolare, allora al governo, di svuotarlo di contenuti.
Morì il 7 settembre 2015, all'età di 76 anni, a causa di un cancro ai polmoni particolarmente aggressivo diagnosticato pochi mesi prima.

## Vita privata
All'età di 19 anni, iniziò una relazione con Miguel Boyer, con il quale studiò al Liceo Francese e condivise l'attivismo nel PSOE. Si sposarono il 26 giugno 1964 ed ebbero due figli: Laura Carlota (1966-2023) e Miguel. Chiesero il divorzio nel 1985. Tre anni dopo lei si risposò con l'architetto Fernando de Terán.

## Opere
- 2009 - Mujer y socialismo en el libro El movimiento feminista en España en los años 70, Ed. Cátedra
- 2003 - La picadura del tábano. La mujer frente a los cambios de la edad. Ed. Aguilar
- 2000 - El donjuanismo femenino. Ed. Atalaya
- 1997 - El gran libro de la mujer. Ed. Temas de hoy

## Riconoscimenti
- Il 24 ottobre 2015, durante un omaggio alla sua dedizione alla difesa dei diritti delle donne presso la sede del PSOE, fu annunciata la creazione della Scuola Femminista Elena Arnedo per trasmettere la sua eredità con sede presso la Fondazione Pablo Iglesias, con il coordinamento congiunto del Segretariato per l'uguaglianza del PSOE.[18]
- Il Comune di Madrid ha creato lo Spazio Elena Arnedo Equality Space, che fa parte della rete Equality Spaces e si trova nella zona di Adelfas.[19]